# Michal Horváth
Michal Horváth (Praga, Checoslovaquia, 30 de junio de 1987) es un deportista checo que compitió en remo.
Ganó cuatro medallas en el Campeonato Europeo de Remo entre los años 2007 y 2012. Participó en dos Juegos Olímpicos de Verano, en los años 2008 y 2012, ocupando el quinto lugar en Pekín 2008, en la prueba de cuatro sin timonel.

## Palmarés internacional
| Campeonato Europeo | Campeonato Europeo          | Campeonato Europeo | Campeonato Europeo |
| Año                | Lugar                       | Medalla            | Prueba             |
| ------------------ | --------------------------- | ------------------ | ------------------ |
| 2007               | Poznań (Polonia)            | Medalla de oro     | Cuatro sin timonel |
| 2009               | Brest (Bielorrusia)         | Medalla de plata   | Cuatro sin timonel |
| 2010               | Montemor-o-Velho (Portugal) | Medalla de bronce  | Cuatro sin timonel |
| 2012               | Varese (Italia)             | Medalla de bronce  | Ocho con timonel   |